# كامابوا
کامابوا (بالإنجليزية: Kamapua'a)‏ في أساطير بولينيزيا هو رجل خنزير بولينيزي. هو خنزير ورجل خصوبة خارقة والمرتبطة بلونو Lono، إله الزراعة. كان ابنا لهينا وكاهيكيولا، رئيس أواهو . كامابوا مرتبط بشكل خاص بجزيرة ماوي.